# 837年
| 千纪： | 1千纪                                                                                           |
| 世纪： | 8世纪 \| 9世纪 \| 10世纪                                                                        |
| 年代： | 800年代 \| 810年代 \| 820年代 \| 830年代 \| 840年代 \| 850年代 \| 860年代                       |
| 年份： | 832年 \| 833年 \| 834年 \| 835年 \| 836年 \| 837年 \| 838年 \| 839年 \| 840年 \| 841年 \| 842年 |
| 纪年： | 丁巳年（蛇年）；唐開成二年；南诏保和十四年；吐蕃彝泰二十三年；日本承和四年；渤海国咸和七年      |

## 大事记
- 其他
  - 4月29日－5月21日——中国《文献通考》客星栏记录到一颗发生在双子座的新星。
  - 5月3日－6月17日——中国《文献通考》客星栏记录到一颗发生在室女座的新星。
  - 6月26日——中国《文献通考》客星栏记录到一颗发生在人马座的新星。

## 逝世
- 令狐楚，中國唐朝政治家、文學家、詩人。